# 揚斯維爾 (北卡羅萊納州)
揚斯維爾（英語：Youngsville）是一個位於美國北卡羅萊納州富蘭克林縣的城鎮。

## 人口
根據2020年美國人口普查的數據，揚斯維爾的面積為4.82平方千米，當中陸地面積為4.80平方千米，而水域面積為0.02平方千米。當地共有人口2016人，而人口密度為每平方千米418人。